# Гнатівка (Прилуцький район)
Гна́тівка — село в Україні, у Срібнянській селищній громаді Прилуцького району Чернігівської області. Розташоване на річці Лисогорі, за 9 км від центру громади та за 35 км від залізничної станції Прилуки. Населення становить 333 осіб. До 2017 року орган місцевого самоврядування — Дігтярівська селищна рада.

## Історія
Вперше село згадується під 1666 роком. Входило до Варвинської, з 1761-до Друговарвинської сотні Прилуцького полку, до Глинського пов. (1782-96), до Прилуцького пов . (1797—1923), до Срібнянського р-ну Прилуцького округу (1923—1930).

### Гетьманщина
У 1666 3 госп. селян, які «орали на 2-х волах» (козаки не показані). Вільне військове село, «до ратуші Варвинської прислушаюче» . 1674 гетьман І. Самойлович надав його полковому обозному Василю Севастияновичу; від нього Г. перейшла до його нащадків. Спочатку Г. володів син Андрій, а потім його діти, які довго між собою сварилися за батьківську спадщину. 1737 Г. значилася за Федорою — удовою колишнього полкового судді Андрія Вас. Севастияновича; у цей час у Г. наліч. 18 госп. селян, 16 госп. козаків (4 виборних, 12 підпомічників). 1740 залишилося лише 7 дворів (7 хат) селян, які належали б.т. Ів. Андр. Севастияновичу; останні «зійшли».
1780 — 12 дворів (13 хат) селян, з них 6 дворів б.т. Осипа Федор. Лисенка, якого О. Лазаревський вважає чоловіком Марфи Андр. Севастиянович, і 6 дворів Матвія Матвійовича Севастияновича; 22 двори (38 хат) козаків.

### Імперський період
1797 наліч. 170 душ чол. статі податкового населення. 1859 — 68 дворів, 590 ж., приписаних до парафії Троїцької ц-ви с. Гурбинець. Г. входила до Іванківської вол. 2-го стану. 1886 в Г. було 7 дворів селян-власників, 125 дворів козаків, 151 хата, 766 ж.; діяли шинок і вітряк. 1910—168 госп., з них козаків — 100, селян — 8, наліч. 913 ж., у тому числі 2 тесляри, 2 кравці, 2 шевці, 2 ковалі, 5 ткачів, 11 поденників, 5 займалися ітелігентними та 72-ін . неземлеробськими заняттями, все ін. доросле нас. займалося землеробством. 1148 дес. придатної землі. Діяло земське початкове однокласне училище (1892), яке містилося в будинку, збудованому 1911-12; у ньому навчалося 59 хлопч. і 25 дівчат (1912).

### Радянський період
У 1923-25 рр. Г. підпорядкована Гурбинській сільраді, у 1925-30 рр. — центр сільради. 1925—226 дворів, 1037 ж.; 1930—230 дворів, 1038 ж., у 1996 193 двори, 441 ж..

## Люди
В селі народилася Кульга Марина Кирилівна (1916—1995) — майстриня  художнього ткацтва.